# قرنفلونات
القرنفلونات (الاسم العلمي: Caryophyllanae) هي فوق رتبة من النباتات تتبع تحت طائفة القرنفلانيات من الطائفة الوردانية.

## التصنيف
- رتبة القرنفليات